# Dagenham Heathway (Metropolitano de Londres)
Dagenham Heathway é uma estação do Metrô de Londres que serve a vila de Dagenham no borough londrino de Barking e Dagenham, no leste de Londres. Fica na linha District entre Becontree e Dagenham East. São 7,7 quilômetros (4,8 mi) ao longo da linha do terminal leste em Upminster e 26,5 quilômetros (16,5 mi) para Earl's Court no centro de Londres, onde a linha se divide em vários ramais.

## História
A estação foi inaugurada em 12 de setembro de 1932. A estação foi construída e inicialmente operada pela London, Midland and Scottish Railway com serviços prestados pela linha District desde o início. A estação se chamava Heathway quando foi inaugurada, mudando para o nome atual em 1949.

## Projeto
Tem um design semelhante a Upney e Elm Park com as plataformas centrais com uma longa conexão de passarela inclinada para a bilheteria. Os edifícios da estação da década de 1930 foram amplamente remodelados durante 2005 e 2006.

## Serviços
O serviço fora de pico típico da estação é:
- 12 tph (trens por hora) a leste para Upminster
- 6 tph a oeste até Ealing Broadway
- 6 tph a oeste para Richmond

## Conexões
As rotas de ônibus de Londres 145, 173, 174, 175, 364 e a rota escolar 673 servem a estação.